# Vepris macedoi
Vepris macedoi là một loài thực vật có hoa trong họ Cửu lý hương. Loài này được (Exell & Mendonça) Mziray miêu tả khoa học đầu tiên.